# Lasioglossum kulense
Lasioglossum kulense är en biart som först beskrevs av Embrik Strand 1909.  Lasioglossum kulense ingår i släktet smalbin, och familjen vägbin. Inga underarter finns listade i Catalogue of Life.